# Supersister
Supersister — голландская группа прогрессивного рока с широким спектром влияний от джаза до поп-музыки. Три первых альбома группы входят в список 40 лучших альбомов Кентерберийской сцены, составленный сайтом Progarchives.com.

## История
Группа была основана в 1968 году в Гааге, Нидерланды, как школьный ансамбль под названием Sweet OK Sister, но вскоре сменила название на Supersister. В состав группы входили Роберт Яан Стрипс (клавишные, вокал), Саша ван Геест (флейта), Марко Вролийк (барабаны) и Рон ван Экк (бас).
Группа обратилась к прогрессивному року в духе Caravan, The Soft Machine и других групп Кентерберийской сцены, но с характерным голландским оттенком. Среди других влияний можно назвать Фрэнка Заппу и Wigwam. Основу звучания составили органно-фортепианные партии Стрипса с большой долей солирования на флейте и саксофоне.
Первый альбом группы Present from Nancy (1970) содержал три сингла, попавшие в местные чарты — «She Was Naked», «A Girl Named You» и «Radio». В изначальном составе группа выпустила ещё два альбома — To the Highest Bidder (1971) и Pudding en Gisteren (1972). Все три альбома сегодня входят в список 40 лучших альбомов Кентерберийской сцены, составленный сайтом Progarchives.com. Лучшим среди них считается To the Highest Bidder, занимающий в списке 19 место.
В 1973 году ван Геест и Вройлик покинули группу, их сменили Чарли Мариано (духовые) и Херман ван Бойен (барабаны). В новом составе группа выпустила концептуальный джаз-роковый альбом Iskander (1973), в основу которого положена история жизни Александра Македонского. В 1974 году Стрипс и ван Геест выпустили последний альбом группы Spiral Staircase (от имени группы под названием Sweet Okay Supersister), после чего группа прекратила своё существование.
В 2000 году Supersister воссоединилась для участия в фестивале Прогфест в Лос-Анджелесе, за которым последовали гастроли по Нидерландам. Одновременно был выпущен альбом студийных и концертных записей 1969-73 годов M.A.N. Однако воссоединившаяся группа вновь распалась после скоропостижной смерти ван Гееста летом 2001 года. В 2010 году группа в составе трех человек воссоединилась вновь для исполнения двух песен на телевидении Нидерландов в рамках концерта, посвященного 50-летию голландской поп-музыки. Группа планировала возобновить концертную деятельность, однако этим планам не суждено было сбыться в связи со смертью Рона ван Экка в июле 2011 года.

## Дискография

### Студийные альбомы
- 1970 — Present from Nancy
- 1971 — To the Highest Bidder
- 1972 — Pudding en Gisteren
- 1973 — Iskander
- 1974 — Spiral Staircase (как Sweet Okay Supersister)
- 2019 — Retsis Repus (как Supersister Projekt 2019)

### Концертные альбомы
- 2000 — Supersisterious

### Сборники
- 1973 — Superstarshine Vol. 3
- 1973 — Startrack Vol. 1
- 2000 — Memories Are New - M.A.N.
- 2002 — The Universal Masters Collection